# Toftum (Før)
 For alternative betydninger, se Toftum. (Se også artikler, som begynder med Toftum)
Toftum (dansk/tysk) eller Taftem (nordfrisisk) er en landsby på øen Før i Nordfrisland (Sydslesvig) i det nordlige Tyskland. Byen er beliggende i øens vestlige del umiddelbart øst for Klintum og ved overgangen fra øens gestkerne (bakkeø) til det nordlige marskland. Administrativt hører byen til Oldsum kommune.
Toftum blev første gang nævnt i 1509 som Tufftum. Stednavneledet toft beskriver et stykke indhegnet mark ved gården. I kirkelig henseende hører byen til Sankt Laurentii Sogn. Sognet lå Vesterherred (Vesterland-Før), da området tilhørte Danmark. Vesterland-Før var en af de kongerigske enklaver ved den sønderjyske vestkyst, der i den sene middelalder ikke kom under Hertugdømmet Slesvig. I 1970 blev landsbyen sammen med Klintum indlemmet i Oldsum kommune.
Toftum er overvejende præget af landbrug og turisme.
Den dansk-nordfrisiske maler Oluf Braren døde 1839 i Toftum.